# Morceaux à déchiffrer
Morceaux à déchiffrer sont deux pièces de concours de lecture à vue pour piano de Nadia Boulanger composées en 1914.

## Présentation
Les deux Morceaux à déchiffrer de Nadia Boulanger sont composés en 1914 pour servir de morceaux de concours de lecture à vue au Conservatoire de Paris pour les classes de « Piano préparatoire hommes » et de « Piano femmes ».
Les manuscrits autographes de l'œuvre sont conservés aux Archives nationales (AJ 37 (201/1)) :
- Morceau à déchiffrer pour le concours de piano (préparatoire hommes), signé et daté à la fin « Nadia Boulanger / 7 juin 1914 » ;
- Morceau à déchiffrer pour le concours de piano (femmes) ; avec titre ajouté « Piano F. 1914 / Nadia Boulanger / molto moderato ».

Ce dernier a été publié en juillet 1914 dans un périodique inconnu sous le titre Concours de piano au Conservatoire. Morceau à déchiffrer (élèves femmes).
Dans le catalogue des œuvres de Nadia Boulanger établi par la musicologue Alexandra Laederich, Morceaux à déchiffrer porte le numéro NB 47.

## Enregistrement
- Sisters : Lili & Nadia Boulanger, Complete Piano Works, Morceau de concours pour le Conservatoire [Piano femmes], Johan Farjot (piano), Klarthe, 2021[2] — premier enregistrement mondial.